# Freisinger Denkmäler

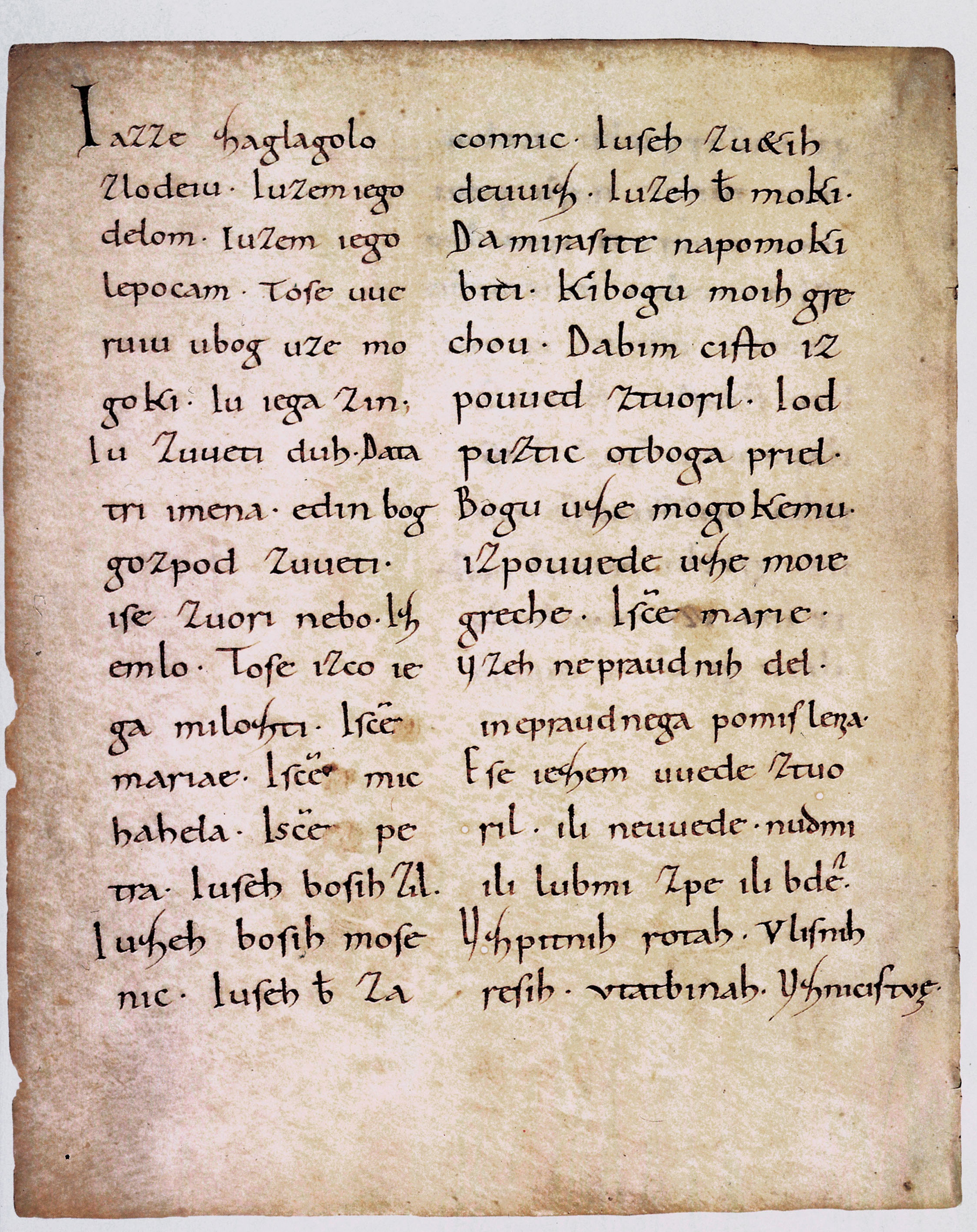
Ein Blatt der Freisinger Denkmäler

Als Freisinger Denkmäler (slowenisch Brižinski spomeniki, latein. Monumenta Frisingensia) wird eine Reihe von insgesamt drei Texten in slowenischer Sprache bezeichnet, die in der zweiten Hälfte des 10. Jahrhunderts beziehungsweise der ersten Hälfte des 11. Jahrhunderts niedergeschrieben wurden und damit die ältesten Zeugnisse der slowenischen Sprache und einer in lateinischer Schrift geschriebenen slawischen Sprache überhaupt darstellen. Die Schriftdenkmäler geben ebenfalls Auskunft über die Etymologie und Sprache der slawischen Karantanen. Der Name der Schriftstücke bezieht sich auf die Herkunft der Schriftstücke.

## Inhalt
Die Freisinger Denkmäler bestehen aus drei voneinander unabhängigen kirchlichen Texten auf Pergament, die in einem lateinischen Codex, dem sogenannten Missionshandbuch des Bischofs Abraham, enthalten sind. Gemeint ist damit Bischof Abraham von Freising (957–993). Zwei der Texte enthalten Beichtformeln, der dritte Text stellt eine Beichthomilie dar. Als Schrift wurde die karolingische Minuskel verwendet. Beachtenswert ist das vollkommene Fehlen von Germanismen, was auf eine noch überwiegend slawische Bevölkerung in dieser Region hinweist.

## Geschichte und Rezeption
Die Texte entstanden zwischen 972 und 1039 und wurden in der kirchlichen Praxis im Rahmen der Missionstätigkeit des Bistums Freising in seinen Besitzungen in Kärnten verwendet. An welchem Ort die Freisinger Denkmäler niedergeschrieben wurden, ist nicht geklärt. Die Handschriften entstanden vermutlich im unteren Mölltal, wo die Diözese Freising auf dem Lurnfeld Besitztümer hatte.
Infolge der 1803 beschlossenen Säkularisation der kirchlichen Besitztümer in Bayern kam der Codex in den Bestand der Bayerischen Staatsbibliothek in München, wo man die Freisinger Denkmäler 1807 entdeckte. Dort befindet sich die Handschrift bis heute (Clm 6426).
Im Zusammenhang mit den erstarkenden Nationalbestrebungen der slawischen Völker Österreich-Ungarns begann die slawische Sprachwissenschaft nach den Ursprüngen und Gemeinsamkeiten der slawischen Sprachen zu suchen. Vor diesem Hintergrund entstand 1822 eine erste Textedition der Freisinger Denkmäler durch den slowenischen Sprachwissenschaftler Jernej Kopitar, die in Wien veröffentlicht wurde. Kopitar vermutete sogar, Bischof Abraham von Freising sei slowenischer Herkunft gewesen und komme selbst als Urheber der Handschriften in Frage.
Von den Freisinger Denkmälern existiert eine Facsimile-Ausgabe, die vor dem Zweiten Weltkrieg in Ljubljana veröffentlicht wurde.

## Bedeutung
Die Freisinger Denkmäler stellen nicht nur das älteste Zeugnis der slowenischen Sprache, sondern überhaupt einer slawischen Sprache in lateinischer Schrift dar. Sie entstanden etwa zeitgleich mit den ältesten erhaltenen Texten in Altkirchenslawisch.